# 希木叶尔王国
希木叶尔王国（阿拉伯语：مملكة حِمْيَر， Mamlakat Ḥimyar，南阿拉伯字母: 𐩢𐩣𐩺𐩧𐩣），希腊罗马人称为“荷梅里特”（Homerite），是古也门存在过的一个王国。于公元前110年建立，定都采法尔（阿拉伯语：ظفار，Ẓafār），后于4世纪迁都至今天的萨那。公元前25年，希木叶尔王国第一次征服了临近的示巴王国，3世纪时征服哈德拉毛。其对示巴的政治控制不太稳定，直到280年左右完全征服示巴王国。525年亡于阿克苏姆王国的入侵。其末代国王祖·努瓦斯（Dhu Nuwas）记载于《古兰经》的“象军”故事中。

## 歷史
希木叶尔原是一個部落聯盟，該時期的一些銘文和遺跡至今仍存，表明當時的希木叶尔已是一個富有、複雜、相對有識字能力的社會，擁有豐富多樣的本地神祇和宗教。到公元3世紀，貿易已經得到很好的建立，也就是也門向羅馬帝國供應乳香和沒藥。此外，公元1世紀末的作家老普林尼（Pliny the Elder）提到這個王國是“世界上最富有的國家之一”。這是一個國際貿易的樞紐，連接地中海、中東和印度。
與地中海世界相連的東非貿易主要包括從非洲出口象牙到羅馬帝國。希木叶尔的船隻經常在東非海岸航行，該國家還對東非的貿易城市施加了大量的文化、宗教和政治影響，而東非城市保持獨立。《愛利脫利亞海周航記》（Periplus of the Erythraean Sea）描述了希木叶尔的貿易帝國及其統治者“哈里伯艾勒”（Charibael）（可能是卡拉卜伊勒·瓦塔尔·约翰埃姆二世（Karab'il Watar Yuhan'em）），與羅馬保持友好關係：
23. 而再航行九天，有首都采法尔，在那裡住著哈里伯艾勒（Charibael），他是兩個部落的合法國王，荷默人和住在他們旁邊的人，被稱為示巴人；通過持續不断的通使和禮物，他是皇帝的朋友。——《愛利脫利亞海周航記》，第23段。

### 早期

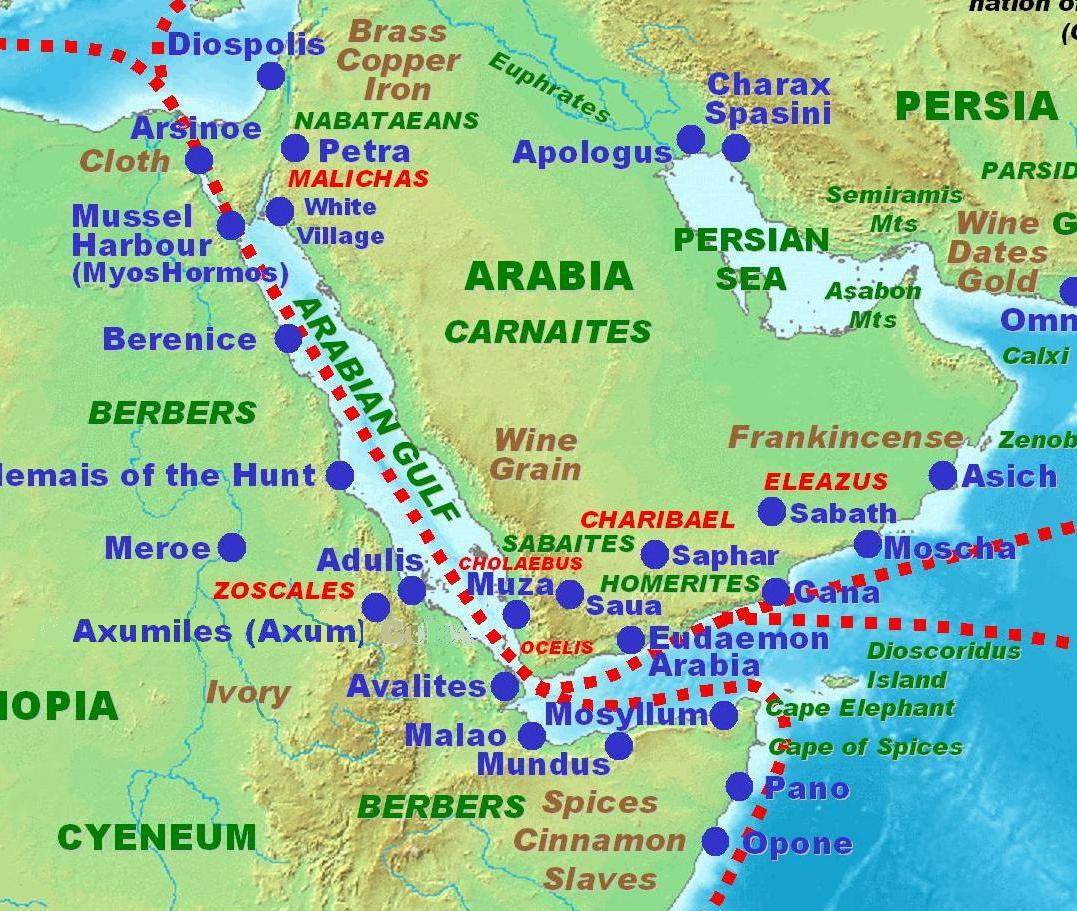
在1世紀的《愛利脫利亞海周航記》，希木叶尔王国位於阿拉伯半島南端。

在该時期，希木叶尔王國征服了示巴和盖特班王國，並以采法尔（賴伊丹）為首都，取代了馬里卜；因此，他們被稱為賴伊丹諸王（英語：Dhu Raydan）。公元2世紀初，示巴和盖特班從希木叶尔王國分裂出來；然而，在幾十年內，盖特班被哈德拉毛征服（又在公元4世紀被希木叶尔王國征服），而示巴則最終在公元3世紀末被希木叶尔王國征服。
采法尔遺跡位於也门伊卜省的雅林西北偏北10公里的穆達瓦山(Mudawwar Mountain)上，佔地超過120公頃。早期、帝國和晚期/後期藝術時期已被識別出來。 同一時期，在北方，一位名叫努赫·伊夫里基斯（Nuh Ifriqis）的希木叶尔將軍領導了一次遠征到Barbaria，並控制了現代吉布地的東部港口。其他希木叶尔将领甚至深入侵略了現代莫桑比克的拉普塔(Rhapta)。
到了4世紀，随着罗马帝国的基督教化，曾經供應異教羅馬宗教祭祀的希木叶尔香料豐富的出口開始減少，這導致了當地經濟的崩潰。

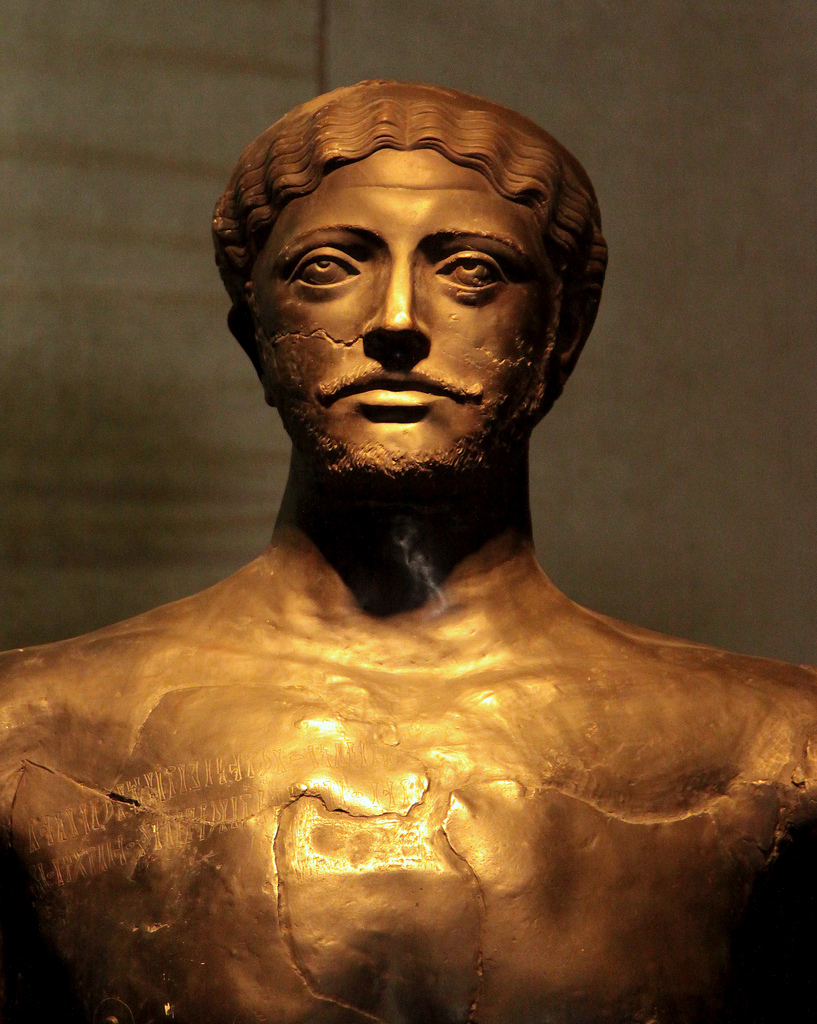
Dhamarʿalīy Yuhbabirr的青銅像

### 猶太教王國
在埃塞俄比亞的阿克蘇姆王國皈依基督教（公元328年）數十年後。公元380年左右，希木叶尔諸王似乎放棄多神教，皈依了猶太教。在此轉變中，人們的文字、曆法和語言並未發生變化（與阿克蘇姆在轉變後的情況不同）。
這個日期標誌著一個時代的結束，當時有許多銘文記錄了國王的名字和事跡，並將建築奉獻給當地神祇（例如Wagal和Simyada）和主要神祇（例如月神艾勒麦盖）。從公元380年開始，旧有的寺廟被遺棄，對舊神祇的奉獻停止，取而代之的则是“天主”（Rahmanan）。 這種轉變的政治背景可能是阿拉伯地區希望維持與拜占庭帝國和祆教薩珊帝國等競爭帝國的中立和良好貿易關係。
首位猶太教國王，阿布·卡里布·阿斯阿德（Abu Karab As'ad，390–420年间在位），被認為是在遠征北阿拉伯時皈依的，以試圖消除拜占庭的影響。拜占庭皇帝長期以來一直窺伺著阿拉伯半島，並試圖控制有利可圖的香料貿易和通往印度的路線。拜占庭人希望通過使居民皈依基督教來建立保護國。在北阿拉伯取得了一些進展，但在希木叶尔地區卻很少成功。
阿布·卡里布的軍隊抵達雅士里布（今日的麥地那），在沒有遭遇抵抗的情況下通過該城市，將其子留任当地总督。不久，阿布·卡里布得知雅士里布的居民殺死了他的兒子。為了報復該城市，他砍伐了居民主要收入來源的椰枣樹，然後圍困了雅士里布。雅士里布的猶太人與他們的異教鄰居並肩作戰反抗阿布·卡里布。
在圍城期間，阿布·卡里布陷入重病。雅士里布的兩位猶太學者親自去了他的營地，利用他們的醫學知識治療國王。在照顧國王的同時，他們懇求國王解除圍城，以和平解決。據說，這兩位智者諫言說服了阿布·卡里布，令他取消了進攻，並且與他整個軍隊一起皈依了猶太教。在他的堅持下，這兩位猶太學者陪同希木叶尔國王返回首都，他要求所有人都皈依猶太教。起初，有很大的抵抗。在經歷一次事件後，確認了國王帶來的猶太信仰的真理後，許多希木叶尔人改宗猶太教。
阿布·卡里布·阿斯阿德繼續進行軍事行動，並在不明確的情況下去世。一些學者認為他的士兵殺害了他。他留下了三個兒子，哈桑（Ḥasan），阿穆鲁（'Amru）和祖拉（Zorah），在當時都是未成年人。在阿布·卡里布去世後，一名異教徒祖·沙纳提尔（Dhū-Shanatir）攫取了王位。 在Subahbi'il Yakkaf的統治下，阿布·卡里布之子、來自奈季蘭的基督教傳教士阿茲奇爾(Azqir)，因建立了一座帶有十字架的小教堂而被處決。基督教史料將這一事件解釋為猶太人對基督徒的首次殘害：他被處決的地點，奈季蘭，據說是在一位拉比的建議下選擇的， 但本土的資料並未提及出於信仰的迫害。他的死可能是為了阻止拜占庭影響的擴展。
阿克蘇姆人的第一次入侵大約發生在5世紀，而這是由於對基督徒的迫害而引起的。兩部基督教史料，其一是三個多世紀後才編寫的狄奧尼修斯一世（Dionysius I Telmaharoyo）的《祖克宁编年史》，記載说希木叶尔國王以“這是因為在羅馬人的國度，基督徒們惡意騷擾居住在他們國家的猶太人，並殺害他們。因此，我將這些人處死。”为由而进行屠杀。 作為報復，阿克蘇姆人入侵了該地，並在采法尔建立了主教區，興建了基督教教堂。

### 阿克苏姆王国的征服
該王國保持對阿拉伯的名義控制，直到525年。6世紀的嚴重乾旱削弱了希木叶尔王國，並促使其最終被阿克蘇姆征服。
希木叶尔王國的猶太君主制在公元523年的尤素夫（又稱祖·努瓦斯）統治下結束，他在523年迫害了希木叶尔王國奈季蘭的基督教人口。 在公元500年左右，也就是在馬塔迪拉安·雅努夫（Marthad'īlān Yanūf, 約500–515年）的攝政統治之前，希木叶尔王國在阿拉伯半島大部分地區實施了控制。 在他的統治下，希木叶尔王國開始成為阿克蘇姆的附庸國，這一過程在瑪迪卡里布·亞夫爾（Ma'dīkarib Yafur, 519–522年）統治時期結束，他是阿克蘇姆人任命的基督徒。
接著發生了一次政變，曾幾年前試圖推翻王朝的祖·努瓦斯在殺死采法尔的阿克蘇姆駐軍後，才取得了權力。他接著與埃塞俄比亞的衛兵及帖哈麥沿海低地的基督徒盟友發生衝突。他在夏赫恩（Mukhawān）佔領了港口，並燒毀了當地的教堂，然後向南推進，一直到俯瞰曼德海峽的馬達班堡，他期望卡萊布(Kaleb Ella Aṣbeḥa)能在那裡登陸他的艦隊。 這次戰役最終造成了約11,500至14,000人的死亡，並捕獲了類似數量的俘虜。 夏赫恩成為他的基地，而他派遣他的一名將軍，猶太親王夏拉赫·雅克布·杜·亞茲安(Sharaḥ'īl Yaqbul dhu Yaz'an)，對抗奈季蘭，這是一個以基督徒為主，有很多猶太人的綠洲，他們在他之前的叛亂中支援了部隊，但在阿克蘇姆駐軍屠殺事件之後，拒絕承認他的權威。這位將軍封鎖了連接奈季蘭和東阿拉伯的商隊路線。
約在公元525年，祖·努瓦斯被廢黜和殺害，卡萊布任命一位基督教的希木叶尔人，艾西米菲奧斯（"Sumuafa Ashawa"），作為他的執政官。 

### 阿克蘇姆與薩珊波斯的戰爭
在公元530年左右，阿克蘇姆將軍阿伯拉哈(Abraha)在在也門定居的埃塞俄比亞人的支持下罷免了基督教執政官。阿克蘇姆派遣了兩支遠征軍對抗阿伯拉哈，但都被他擊敗了。卡萊布並未進一步追究此事，承認阿伯拉哈為新的執政官。
阿伯拉哈去世後，他的兒子馬斯魯克·阿伯拉哈(Masruq Abraha)繼續在也門擔任阿克蘇姆的副統治者，恢復了對阿克蘇姆的貢品支付。然而，他的同父異母兄弟馬德·卡里布(Ma'd-Karib)起義。
在被查士丁尼拒絕後，馬德·卡里布求助於波斯薩珊帝國皇帝霍斯劳一世，從而引發了阿克蘇姆-波斯戰爭。霍斯劳一世派遣一支小艦隊和軍隊，由指揮官Vahrez 率領，推翻了也門的國王。戰爭在薩那市的圍攻中達到頂峰，薩那是阿克蘇姆的也門首府。在薩珊軍隊攻佔薩那後，Vahrez 將前希木叶尔國王賽夫·伊本·迪·雅贊(Sayf ibn Dhī Yazan)恢復王位，成為薩珊帝國的附庸。
公元575年，戰爭再次爆發，賽夫被阿克蘇姆人僕人殺害。波斯將軍Vahrez 率領另一支8000人的軍隊，結束了阿克蘇姆對也門的統治。
公元578年，波斯將也門併入波斯薩珊帝國作為一個省份。薩珊皇帝霍斯劳一世波斯將軍Vahrez 直接擔任總督。 直到公元7世紀初伊斯蘭先知穆罕默德的崛起，大也門一直受到波斯嚴格的控制。

### 伊斯蘭興起之後
在伊斯蘭教傳播到也門後，希木叶尔的貴族家族重新在該地區建立控制。
- 尤俄非爾王朝（英语：Yu'firids）統治下的也門大部分地區（847–997）
- 瑪赫迪王朝（英语：Mahdids）統治下的南提哈瑪地區（1159–1174）
- Manakhis統治塔伊茲（九世紀）

許多希木叶尔人在公元630年代參與了對敘利亞的穆斯林征服，在637年佔領後，與其他南阿拉伯部落一起定居在城市霍姆斯。 該城市成為伊斯蘭敘利亞的部落中心，並在倭馬亞王朝統治時期（661–750）成為哈里發的中心。 在霍姆斯建立的兩個主要希木叶尔家族是Dhu Asbah和Dhu'l-Kala。 在伊斯蘭教傳入之前，Dhu'l-Kala家族曾是南阿拉伯最有影響力的家族。
在穆斯林征服部隊的領導者中，希木叶尔王子Samayfa ibn Nakur是Dhu'l-Kala的成員。 Asbah首領Kurayb ibn Abraha Abu Rishdin領導著霍姆斯的希木叶尔人，但後來他與大多數的Dhu Asbah一起移居埃及。該家族的成員Abraha ibn Sabbah及其兒子Abu Shamir曾參與公元640–641年的埃及穆斯林征服。 Samayfa是城市的另一位主要人物，早期的穆斯林文獻中將他稱為"希木叶尔的國王"。 在穆阿维叶一世（640–661年）統治叙利亚期間，希木叶尔人支持他對哈里發阿里（統治時期 656–661年）的抵抗，在第一次穆斯林內戰中支持了他。 在與阿里的隋芬之战（657年）中，Samayfa在穆阿维叶軍隊中帶領著霍姆斯的隊伍，被殺害。他的兒子Shurahbil接替他成為霍姆斯部落的權力維持者。
根據歷史學家Werner Caskel，希木叶尔和霍姆斯的其他南阿拉伯部落，包括Hamdan，組成了一個以他們據稱的祖先Qahtanite為名的聯盟，反對在伊斯蘭教傳入之前長時間居住在敘利亞的Quda'a聯盟。對於霍姆斯的南阿拉伯人和北敘利亞的Qays部落來說，Quda'a部落，由Banu Kalb部落領導，一直在第一代倭馬亞哈里發穆阿维叶一世（統治時期 661–680年）和耶齐德一世（統治時期 680–683年）的法院中佔有至高無上的地位。 在霍姆斯的希木叶尔精英和南阿拉伯部落的強烈存在下，他們的學者在那裡發展並傳播了一種以Qahtanite優越性為主要內容的意識形態，旨在與伊斯蘭的精英團體競爭，包括Quraysh，他們的成員擔任哈里發一職。為此，他們創作並傳播了前伊斯蘭南阿拉伯王國的敘述，包括這些國王遠征征服和英雄壯舉的戰爭故事，以及他們的財富傳說。
在耶齐德一世和他的兒子兼繼任者穆阿維亞二世在683年和684年去世後，Qahtan和the Qays支持了基督教教派領袖祖拜尔的對立哈里發，他的根據地在麥加，而Quda'a則支持了倭马亚王朝的馬爾萬一世。 Kurayb ibn Abraha也在埃及支持Ibn al-Zubayr。 Qahtan在684年的Marj Rahit之戰中支持了Ibn al-Zubayr在敘利亞的代表Dahhak ibn Qays al-Fihri，對抗了馬爾萬一世和Quda'a。後者在這場戰鬥中獲得了決定性的勝利。在Marj Rahit之後，Dahhak在霍姆斯的指揮官Nu'man ibn Bashir al-Ansari被Dhu'l-Kala追蹤並殺死。該家族的一名成員Khalid ibn Ma'dan ibn Abi Karib曾擔任過耶齐德一世的菁英部隊（shurta）頭領，斬首了Nu'man並將他的頭送給馬爾萬一世。 在Marj Rahit之後不久，Qahtan和Quda'a在不清楚的情況下和解，並結成了對抗the Qays的葉門大型部落聯盟。在形成這個盟約時，Karib和Quda'a將他們的家族血統由北阿拉伯的Ma'add部落改為希木叶尔。}} 由此產生的the Qays-葉門對立政治權力和特權競爭持續到倭馬亞統治的其餘時期。
在686年，霍姆斯的希木叶尔領袖Shurahbil ibn Dhi'l-Kala在卡齊爾之戰指揮他的軍隊並被殺。 此後，根據歷史學家马德隆的說法，霍姆斯的希木叶尔人“在軍事上變得無足輕重”。 Khalid ibn Ma'dan在倭马亚王朝和敘利亞穆斯林社會中保持了傑出地位，並轉變成了一名著名的穆斯林學者。 Kurayb的表兄弟Ayyub ibn Shurahbil ibn Sabbah在哈里發烏馬爾二世（統治時期 717–720年）統治下擔任埃及的總督，而Dhu'l-Kala的成員Imran ibn al-Nu'man則擔任伊斯蘭信德的哈里發總督。
在第三次穆斯林內戰期間，留在南阿拉伯的Dhu Asbah部落成員被記錄為支持哈里吉派領袖Abu Hamza。 在敘利亞的可能家族成員Nadr ibn Yarim，在阿拔斯王朝哈里發阿布·阿拔斯（統治時期 750–754年）統治時，率領了一次對拜占庭的夏季軍事遠征。

## 宗教
在這一時期，王室碑文和公共建築上對異教神祇的言及消失了，取而代之的是對一位唯一神祇的言及。在希伯來語中的碑文，有時也有希伯來語，稱這位神祇為仁慈者（Rahman），是“天堂和地球的主”，是“以色列的上帝”和“猶太人的主”。祈求拉赫曼祝福“以色列人民”的祈禱經常以希伯來語“沙洛姆”（shalom ）和“阿門”結束。
實際上的猶太教形式似乎與拉比猶太教略有不同；例如，找到的碑文中沒有提到來世，這表明希木叶尔猶太人不相信來世。希木叶尔猶太教可能源自非拉比猶太教的教派，如撒都該派。
有證據顯示，太陽女神夏姆斯（Shams）在希木叶尔特別受寵，被視為國家女神，可能也是一位祖靈神祇。

### 註腳
1. 1 2  Encyclopaedia Britannica, Himyar  （页面存档备份，存于）
2. ↑  Bafaqīh, M. ‛A., L'unification du Yémen antique. La lutte entre Saba’, Himyar et le Hadramawt de Ier au IIIème siècle de l'ère chrétienne. Paris, 1990 (Bibliothèque de Raydan, 1).
3. 1 2  MacGregor, Neil. . Penguin UK. 2011-10-06: 287–291  [29 January 2023]. ISBN 978-0-14-196683-0. （原始内容存档于11 November 2022） （英语）.
4. ↑  .   [30 June 2007]. （原始内容存档于14 August 2014）.
5. ↑  Korotayev A. Pre-Islamic Yemen. Wiesbaden: Harrassowitz Verlag, 1996 的存檔，存档日期16 July 2017..
6. ↑  Paul Alan Yule, Late Antique Arabia Ẓafār, Capital of Ḥimyar, Rehabilitation of a ‘Decadent’ Society, Excavations of the Ruprecht-Karls-Universität Heidelberg 1998–2010 in the Highlands of the Yemen, Abhandlungen Deutsche Orient-Gesellschaft, vol. 29, Wiesbaden 2013, ISSN 0417-2442, ISBN 978-3-447-06935-9
7. ↑  Paul Yule, Himyar–Die Spätantike im Jemen/Late Antique Yemen, Aichwald 2007, pages 123–160ISBN 978-3-929290-35-6; R. Stupperich and Paul Alan Yule, Ḥimyarite Period Bronze Sculptural Groups from the Yemenite Highlands, in: A. Sedov (ed.), Arabian and Islamic Studies A Collection of Papers in Honour of Mikhail Borishovic Piotrovskij on the Occasion of his 70th Birthday, Moscow, 2014, 338–67. ISBN 978-5-903417-63-6
8. ↑  . : 843.
9. 1 2 3  Norbert Nebes, 'The Martyrs of Najrān and End of the Ḥimyar: On the Political History of South Arabia in the Early Sixth Century,' the Angelika Neuwirth, Nicolai Sinai, Michael Marx (eds.), The Qur'ān in Context: Historical and Literary Investigations Into the Qur'ānic Milieu, 的存檔，存档日期9 March 2023. BRILL 2010 pp.27–60, p.43.
10. 1 2 3  "The Jewish Kingdom of Himyar (Yemen): Its Rise and Fall," by Jacob Adler, Midstream, May/June 2000, Volume XXXXVI No. 4
11. ↑  Katz, Steven. . Cambridge University Press. 2022-06-02. ISBN 978-1-108-49440-3 （英语）.
12. ↑  P. Yule, Himyar Spätantike im Jemen, Late Antique Yemen, Aichwald, 2007, p. 98-99
13. ↑  Shlomo Sand, The Invention of the Jewish People, Verso 2009 p.194.
14. ↑  Robert Hoyland,Arabia and the Arabs: From the Bronze Age to the Coming of Islam, Routledge, 2001, p.51.
15. ↑  Christopher Haas, 'Geopolitics and Georgian Identity in Late Antiquity: The Dangerous World of Vakhtang Gorgasali,' in Tamar Nutsubidze, Cornelia B. Horn, Basil Lourié(eds.),Georgian Christian Thought and Its Cultural Context, BRILL pp.29–44, p.39.
16. ↑  .   [8 July 2022]. （原始内容存档于8 July 2022）.
17. ↑  G.W. Bowersock, The Rise and Fall of a Jewish Kingdom in Arabia, Institute for Advanced Study, Princeton, 2011,  的存檔，存档日期28 January 2012.; 
The Adulis Throne, Oxford University Press, in press.
18. ↑  Bantu, Vince L. . InterVarsity Press. 2020-03-10: 141  [21 March 2020]. ISBN 978-0-8308-2810-4. （原始内容存档于9 March 2023） （英语）.
19. 1 2  Christian Julien Robin,'Arabia and Ethiopia,'in Scott Johnson (ed.) The Oxford Handbook of Late Antiquity, Oxford University Press, 2012, pp.247–333.p.282
20. 1 2  Bury, J. B.  II. Macmillan & Co. 1923: 325–326.
21. 1 2  .   [2023-08-03]. （原始内容存档于2021-11-17）.
22. 1 2 3 4  Al-Qadi 2009，第13頁.
23. ↑  Crone 1994，第45頁.
24. 1 2 3  Crone 2003，第94頁.
25. 1 2 3  Madelung 1986，第141頁.
26. ↑  Madelung 1986，第142頁.
27. ↑  Crone 1994，第44–45頁.
28. ↑  Madelung 1986，第142–143頁.
29. ↑  Crone 1994，第45–46頁.
30. 1 2  Crone 1994，第46頁.
31. ↑  Madelung 1986，第146頁.
32. ↑  Madelung 1986，第184頁.
33. 1 2  Crone 2003，第95頁.
34. ↑  Crone 2003，第94–95頁.
35. ↑  David, Ariel. . Haaretz. 15 March 2016  [16 March 2016]. （原始内容存档于16 March 2016）.
36. ↑  Christian Julien Robin, The Judaism of the Ancient Kingdom of Ḥimyar in Arabia: A Discreet Conversion （页面存档备份，存于）, in Diversity and Rabbinization
37. ↑  J. F. Breton (Trans. Albert LaFarge), Arabia Felix From The Time Of The Queen Of Sheba, Eighth Century B.C. To First Century A.D., 1998, University of Notre Dame Press: Notre Dame (IN), pp. 119–120.
38. ↑  Julian Baldick (1998). Black God. Syracuse University Press. p. 20. ISBN 978-0-8156-0522-5.
39. ↑  Merriam-Webster, Merriam-Webster's Encyclopedia of World Religions, 1999 – 1181 páginas
40. ↑  J. Ryckmans, "South Arabia, Religion Of", in D. N. Freedman (Editor-in-Chief), The Anchor Bible Dictionary, 1992, Volume 6, op. cit., p. 172

### 書目
- Adler, Joseph. . Midstream. May–June 2000, 46 (4).
- Bafaqīh, M. ‛A. . Paris: Bibliothèque de Raydan. 1990.
- Crone, Patricia. . Der Islam (Berlin: Walter de Gruyter & Co.). 1994, 71 (1): 1–57. ISSN 0021-1818. S2CID 154370527. doi:10.1515/islm.1994.71.1.1.
- Crone, Patricia. . Cambridge: Cambridge University Press. 1980. ISBN 0-521-52940-9.
- Korotayev, Andre. . Oxford: Oxford University Press. 1995  [2023-08-03]. ISBN 978-0-19-922237-7. （原始内容存档于2023-11-29）..
- Korotayev, Andrey. . Wiesbaden: Harrassowitz Verlag. 1996. ISBN 978-3-447-03679-5.
- Madelung, Wilferd. . Journal of Semitic Studies. Autumn 1986, 31 (2).
- de Maigret, Alessandro. . 由Rebecca Thompson翻译. London: Stacey International. 2002. ISBN 978-1-900988-07-0.
- Al-Qadi, Wadad. . Quaderni di Studi Arabi. 2009, 4: 7–44  [2023-08-03]. JSTOR 25803083. （原始内容存档于2023-04-04）.
- Stupperich, R.; Yule, Paul. . A. Sedov  (编). . Moscow. 2014: 338–67. ISBN 978-5-903417-63-6.
- Yule, Paul. . Aichwald. 2007. ISBN 978-3-929290-35-6.
- Yule, Paul. . Jemen-Report. 2005, 36: 22–29.
- Yule, Paul.  29. Wiesbaden: Abhandlungen Deutsche Orient-Gesellschaft. 2013. ISBN 978-3-447-06935-9.

## 外部連結
- archiv.ub.uni-heidelberg.de Archive.today的存檔，存档日期2012-02-16
- heidicon.ub.uni-heidelberg.de （页面存档备份，存于）